# 쓰나기촌
쓰나기촌(綱木村)은 니가타현 히가시칸바라군에 있던 촌이다.

## 역사
- 1889년 4월 1일 - 정촌제 시행에 의해 히가시칸바라군 쓰나기촌이 성립하였다.
- 1908년 9월 1일 - 미카와촌과 합병해 아가촌이 신설되어 소멸하였다.

## 참고문헌
- 『市町村名変遷辞典』東京堂出版、1990年。